# Brak
Brak je zakonski i društveno uređena zajednica, najčešće jednog muškarca i jedne žene, koja je regulirana zakonima, pravilima, običajima, vjerovanjima i stavovima koji propisuju prava i obaveze partnera i njihov zajednički status prema djeci (ako ih bračni partneri imaju).
U povijesti čovječanstva je brak u pravilu bio sklapan između jednog muškarca i jedne žene. U stanovitom broju društava bile su prihvaćene mogućnosti poligamije (višeženstva) i poliandrije (istodobna veza jedne žene s više muževa); što je ipak većina društava zabranjivala i kazneno progonila - u povijesti i danas. U najnovije su vrijeme zakoni nekih zemalja dopustili i da se zajednica dvije osobe istog spola naziva istospolni brak.
Univerzalnost braka unutar različitih društava i kultura je pripisana brojnim osnovnim društvenim i osobnim potrebama kojima daje društveno prihvaćeni okvir kao što su regulacija i zadovoljavanje seksualnih nagona, podjela rada između spolova, ekonomska proizvodnja i potrošnja te zadovoljenje osobnih potreba pojedinca za privrženošću, položajem u zajednici i ljudskim društvom. Najvažnija funkcija braka gotovo sigurno proizlazi iz osnovne ljudske potrebe za stvaranjem potomstva tj. prirodnog nagona za biološkim razmnožavanjem, skrbi o potomstvu te njihovom obrazovanju i socijalizaciji kao i uređivanjem problema nasljeđivanja i osobnog podrijetla svakog pojedinca.
Ljudskim bićima, među svim sisavcima, za razvoj do zrelosti treba najviše vremena, a samim time je i razdoblje ovisnosti potomaka o majci najdulje. Ta činjenica nameće povećane obaveze roditeljima oko skrbi o potomstvu i u tom smislu brak predstavlja društveni mehanizam koji tradicionalno institucionalizira vršenje roditeljskih dužnosti i obaveza.
Brak se u različitim oblicima može naći u gotovo svakoj društvenoj zajednici. Najstariji povijesni zapisi sugeriraju da se brak smatrao dijelom običaja, te se kasnije razvio u suvremene oblike regulirane pravom.
Muškarac i žena iz čijeg braka je proizašlo jedno ili više djece predstavljaju tzv. nuklearnu obitelj, koja se često ugrađuje u veće "molekule", tzv. proširene obitelji.
Svjetski dan braka obilježava se druge nedjelje u veljači, s ciljem da se istakne značenje zajednice žene i muškarca kao temelja obitelji.

## Brak u Republici Hrvatskoj
U Hrvatskoj, brak je tradicionalno shvaćen kao društvena ustanova, temelj obitelji i cjelokupne zajednice.
U pravnom smislu, u Republici Hrvatskoj brak je zakonom uređena »životna zajednica muškarca i žene«. Brak se sklapa u civilnoj (građanskoj) formi ili sukladno crkvenim zakonima i propisima, tj. pred predstavnikom neke od vjerskih zajednica.
Ustavom Republike Hrvatske u čl. 62. izrijekom je propisano da je u Hrvatskoj brak isključivo "životna zajednica žene i muškarca", i to samo jednog muškarca sa samo jednom ženom istodobno. Mnogoženstvo je u Republici Hrvatskoj zabranjeno i kažnjivo zatvorom. Dvije osobe istog spola mogu sklopiti tzv. životno partnerstvo, koje je zakonski definirano kao  "zajednica obiteljskog života dviju osoba istog spola sklopljena pred nadležnim tijelom", uz pravne učinke koji su dosta slični učincima braka.

## Vrste brakova
Brakovi se, s obzirom na to da se pojavljuju u različitim kulturama, pojavljuju u brojnim oblicima. Obično se dijele po broju partnera, pripadnosti partnera određenoj društvenoj grupi odnosno instituciji pred kojom se sklapaju.
Prema spolu partnera se dijele na:
- brak između partnera različitih spolova,
- istospolni brak

Prema broju partnera dijele se na: 
- monogamni brak (između dvoje partnera, odnosno jednog muškarca i jedne žene) i
- poligamni brak (između više od dvoje partnera), koji se može pojaviti kao:
  - poliginija, brak između jednog muškarca i više žena
  - poliandrija, brak između jedne žene i više muškaraca
- grupni brak između više muškaraca i više žena istovremeno.

Prema tome pripadaju li partneri istoj društvenoj skupini (pleme, nacija, klasa, vjerska zajednica) dijele se na:
- endogamne, tj. između pripadnika iste društvene skupine
- egzogamne, tj. između pripadnika različitih društvenih skupina.

Prema tome sklapaju li se pred duhovnom (vjerske) ili svjetovnom vlasti dijele se na:
- crkveni brak
- građanski brak.

Ostale vrste brakova su dogovoreni brak, koji u ime partnera sklapaju članovi njihove obitelji (poseban je oblik dječji brak), a koji također može biti prisilni brak (poseban je oblik tzv. otmica nevjesta). Oblik braka specifičan za sunitski islam je nikah al-misyar ili privremeni brak (ponekad ga prakticiraju muškarci kod dugih izbivanja iz zavičaja, gdje uzimaju privremene supruge), a u anglosaksonskoj pravnoj tradiciji postoji i institucija tzv. neformalnog braka (Common-law marriage); slične pravne učinke u novije vrijeme u Hrvatskoj ima izvanbračna zajednica. 
Institucije slične braku su i tzv. divlji brak, ali i probni brak (kome je primarna svrha ustanoviti sposobnost žene da rađa). U Francuskoj je, pak, pod vrlo specifičnim uvjetima, moguće sklopiti brak s preminulom osobom, tzv. postumni brak. Ta je institucija u tome slična kineskom običaju poznatom kao kineski brak duhova.
Brak se u zapadnim društvima u pravilu shvaća kao monogamna zajednica, dok se u drugim dijelovima svijeta brak može pojaviti i kao poligamna institucija. Najčešći je slučaj u obliku poliginije (muškarac s nekoliko supruga), ali su neka društva znala tolerirati i poliandriju (ženu s nekoliko supruga). U većini zapadnih društava se sve donedavno monogamni brak smatrao isključivo zajednicom različitog spola - muškarca i žene - sve dok se nije pojavio koncept istospolnog braka koji izaziva velike kontroverze i sve veće prihvaćanje.
U različitim plemenskim zajednicama, kao kod nekih indijanskih plemena društvo je toleriralo zajednički život 'berdaša', vračeva-homoseksualaca koji bi živjeli zajedno s nekim drugim muškarcem. Berdaši su izazivali zbog svoje prirode podsmjeh svojih ostalih suplemenika, ali su istovremeno uživali i jak ugled kao močni šamani. Ovo je bilo rašireno kod Indojanaca s prerija, kao kod Illinoisa, i drugih, a zabilježeni su i slučajevi tolerancije prema njima kod južnoameričkih Nambikwara. U novije doba neke države su priznale istospolne brakove.

## Povijest
Brak se kao institucija razvio u raznim kulturama prije početka pisane povijesti, što je stvorilo dosta poteškoća kasnijim teoretičarima koji pokušavaju objasniti njegov nastanak. Teorije koje su se razvile se u najvećoj mjeri temelje na etnografskim podatcima, odnosno istraživanjima komparativne antropologije među udaljenim i premodernim narodima za čiji se način života vjeruje da je sličan načinu života prethistorijskih ljudi. Dio njih objašnjenje za nastanak braka pokušava pronaći u želji prethistorijskih zajednica da ograniče endemsko nasilje, kako među svojim muškim članovima koji su se stalno natjecali za seksualne usluge žena, tako i među prethistorijskim zajednicama kao kolektivitetima (usp. rimsku predaju o Otmici Sabinjanki), pri čemu se počelo trgovati ženama kao ekonomskim resursom i sredstvom za sklapanje širih saveza.
Za tako razvijene institucije braka je karakteristično da su skoro sve vrijeme bili prije svega regulirani običajima, da bi se tek naknadno ti običaji kodificirali u pisane zakone. Kao primjer može poslužiti Europa, gdje je "neformalnost" braka, odnosno njegovo temeljenje na lokalnim i, ponekad široko tumačenim, običajima, bila pravilo sve do srednjeg vijeka otkada se pod utjecajem kršćanstva brak i njegovi oblici nastoje što je moguće više ujednačiti u skladu s kršćanskim naukom. Tako je Rimokatolička Crkva tek nakon Tridentinskog sabora u 16. stoljeću uvela pravilo da se brakovi priznaju jedino ako ih je sklopljen pred katoličkim svećenikom. Takvu su praksu kasnije zadržale i protestantske crkve. Dva stoljeća kasnije revolucionarna Francuska u sklopu mjera sekularizacije sankcioniranje braka oduzima Crkvi i prenosi na državu, čime je stvoren građanski brak. On će postupno biti uveden u sve zemlje zapadnog svijeta (na području bivše Jugoslavije tek 1946. godine).
Za brak kao instituciju u posljednjih je nekoliko desetljeća karakteristično je da se u zapadnom svijetu, zbog istih socio-ekonomskih trendova koji se smatraju katalizatorom seksualne revolucije, našao pod udarom kritike kao "prevladana" i za nove okolnosti neprimjerena institucija.
Tijekom povijesti, društveno prihvaćena definicija braka se stalno mijenja i poprima različite oblike. Početkom 21. stoljeća definicija braka se u nekim zapadnim zemljama nastavlja mijenjati, posebno što se tiče značaja potomstva i lakoće razvoda. Tako je 2000.g. Nizozemska postala prva zemlja koja je legalizirala istospolne brakove, a slijedile su je i neke druge zapadno-europske zemlje kao i neke savezne države u sklopu SAD.

## Izbor bračnih drugova
Dok većina zakonodavstava u modernom svijetu pretpostavlja kako bračni partneri stupaju u brak slobodnom voljom na temelju vlastitog izbora, to nije uvijek slučaj, a u povijesti je bio prije izuzetak nego pravilo. Umjesto toga su izbor bračnih partnera vršili članovi njihovih obitelji, a glavni su motivi obično bili ekonomski i nisu uzimali u obzir želje ili osjećaje budućih supružnika. Takvi se brakovi zovu ugovoreni brakovi. Pri tome su različite kulture stvarali različite običaje s različitim ograničenjima za izbor bračnih partnera.
U nekim zajednicama je tako izbor partnera ograničen na članove vlastite društvene grupe (pleme, klan); jedan od ekstremnih oblika ovog ograničenja je tzv. nasljeđivanje udovice, odnosno njena dužnost da se poslije muževe smrti uda za preživjelog muškog člana njegove obitelji (poznat i kao tzv. leviratski brat). Druge zajednice, u nastojanju da se suzbije incest, inzistiraju na egzogamiji, odnosno braku između članova različitih klanova. 
Nastojanje da se takva pravila što dosljednije primjenjuju je u Indiji dovelo i do običaja sklapanja tzv. dječjih brakova, odnosno njihovog ugovaranja dok se budući supružnici nisu ni rodili. Nekada se sklapaju i protiv volje supružnika, kada je riječ o prisilnim brakovima. Jedan od njihovih najpoznatijih oblika je tzv. otmica nevjeste, a najpoznatiji povijesni primjer predstavlja Otmica Sabinjanki.
Kasnija zakonodavstva, uključujući i ona koja pretpostavljaju slobodni izbor partnera, uvela su određena ograničenja. U prošlosti su se tzv. antimiscenegacijski zakoni odnosili na zabranu braka s osobama druge rase, a za što jedan od posljednjih primjera pruža JAR za vrijeme apartheida. Sve do najnovijeg vremena, gotovo svuda je bio zabranjen brak s osobama istog spola. Gotovo sva zakonodavstva ograničavaju brak s osobama ispod određene životne dobi, kao i s osobama u određenom stupnju srodstva.

## Sklapanje braka
Brak u formalnom smislu započinje obredom koja se naziva vjenčanje. Njega, ovisno o zakonodavstvu države i/ili željama bračnih drugova, može voditi svećenik kada je u pitanju vjerski (crkveni brak); posebno ovlašteni državni službenik (matičar) kada je u pitanju građanski brak; ili treća osoba kojoj je ta ovlast, primjerice u specifičnim okolnostima, dala zakonom (na primjer pomorski kapetani na moru).
U nekim zemljama, pogotovo onima koje inzistiraju na odvajanju crkve i države, vjersko vjenčanje mora biti odvojeno od građanskog; to se u nekim slučajevima postiže tako da supružnici brak prvo sklope formalno kod matičara, a zatim, ako to žele, obave vjerski obred u skladu s vlastitim vjerovanjima i tradicijama. Neke zemlje, pak, omogućavaju crkveno vjenčanje pri čemu je svećeniku priznato svojstvo državnog službenika, a "građanski" karakter vjenčanja se odnosi na formalni čin upisa braka u svjetovne matične knjige.
Različita zakonodavstva različito tretiraju mjesta na kojima se obavljaju vjenčanja. U nekim zemljama se vjenčanja smatraju javnim događajem, i kao takva se mogu provesti jedino na točno određenim javnim mjestima kao što su vjerski objekti ili državni (matični uredi); izuzetak mogu predstavljati slučajevi kada je jedan od supružnika teško bolestan. U nekim slučajevima određeni ugostiteljski objekti kao kavane ili hoteli, mogu poslužiti u tu svrhu, ako su stekli odgovarajuće zakonske dozvole. Neka zakonodavstva, pak, omogućavaju sklapanje braka na različitim mjestima, pa i u prirodi, a ponekad i na neobične načine (supružnici koji skaču s padobranima i sl.). Druga zakonodavstva, pak inzistiraju da se vjenčanje može provesti samo u okviru teritorijalnih jedinica gdje barem jedan od supružnika ima registrirano prebivalište.
Nakon samog sklapanja braka obično slijedi slavlje - svadba ili pir - kome tradicionalno prisustvuju članovi obitelji, rodbine i prijatelja bračnih drugova. Novi supružnici, ovisno o vlastitim financijskim okolnostima, mogu slavlje nastaviti i privatno, za što primjer predstavlja odlazak na turistička putovanja i uživanje u luksuzu koji obično neće uživati u svom redovnom bračnom životu; taj se period obično naziva medeni mjesec.

## Zajednički život supružnika
Glavnu značajku braka predstavlja zajednički život supružnika, slikovito poznato kao "dijeljenje stola i postelje". U modernim zapadnim zemljama se smatra da supružnici ulaskom u brak napuštaju svoje nekadašnje i stvaraju novu obitelj ili novo domaćinstvo. U idealnim uvjetima se to postiže tako da se useljavaju u kuću ili stan čiji su vlasnici ili koga su iznajmili. U tradicionalnim sredinama je, međutim, češći slučaj da se supružnik pridruži porodici svog bračnog druga; u slučaju da se muž pridružuje ženinoj porodici riječ je o matrilokalnom braku, u slučaju - mnogo češćem - u kome se supruga priključuje muževoj porodici, riječ je o patrilokalnom braku.
U nekim slučajevima bračni drugovi ne mogu zajedno živjeti, najčešće iz objektivnih okolnosti kao što je bolest, zatvorska kazna ili dugotrajna poslovna odsutnost jednog od supružnika. U nekim slučajevima bračni drugovi žive odvojeno iz financijskih razloga, odnosno nemogućnosti da stvore vlastito domaćinstvo; islam takvu situaciju priznaje u posebnoj instituciji Nikah Misyar, odnosno bračnom sporazumu kojim se supružnici odriču dužnosti zajedničkog života. 
Važnost zajedničkog života mnoga moderna zakonodavstva naglašavaju time što ga smatraju dokazom "ispravnosti" braka kada brak predstavlja osnovu za neka prava ili povlastice, kao što je npr. socijalna pomoć ili pravo stranog državljanina na stalni boravak u zemlji svog bračnog druga. Prestanak zajedničkog života, kada je formaliziran kroz institut rastave, u nekim zemljama predstavlja ključan preduvjet za nastupanje razvoda.

## Seksualnost i potomstvo
Najveći dio ljudskih kultura, a pogotovo one pod utjecajem abrahamskih religija, smatraju upravo brak jedinom institucijom u okviru koje je dozvoljeno, odnosno "moralno", prakticirati spolne odnose. Oblici seksualnosti koji izlaze iz tih okvira, kao što su tzv. predbračni seks, odnosno izvanbračni seks, se u tradicionalnim društvima smatraju grijehom. Od bračnih drugova se u tradicionalnim društvima također načelno očekuje da svoje seksualne aktivnosti osim vlastitom užitku podrede i dobivanju potomstva; tako rođena djeca će u tradicionalnom smislu biti "zakonita", odnosno odrastati u načelno boljem položaju od izvanbračne djece koja odrastaju u sirotištima ili samo s jednim prirodnim roditeljem.
Takva se shvaćanja, međutim, u zapadnim zemljama sve više napuštaju nakon seksualne revolucije. To je dijelom posljedica zakonodavstava koja su u pravima potpuno izjednačila "zakonitu" s izvanbračnom djecom; to je uklonilo jedan od najčešćih razloga za sklapanje brakova, pa u većini najrazvijenijih zemalja udio izvanbračne djece među novorođenima iznosi između 30 i 40 %. S druge strane, neki vjenčani parovi svjesno izabiru živjeti bez rađanja djece i pri tome koriste razne metode kontrole rađanja, uključujući i vlastitu sterilizaciju. Pri tome je glavni motiv ekonomski, odnosno shvaćanje kako nedostatak djece omogućava daleko ugodniji način života, pogotovo kada oba supružnika imaju visoke prihode (tzv. DINK parovi).

## Prestanak braka
Brak završava smrću jednog od supružnika. Preživjeli supružnik nakon toga u većini kultura ima pravo ponovno se vjenčati za neku drugu osobu, iako ponekad za to mogu postojati ograničenja, najčešće vezana uz srodstvo te osobe s preminulim. U nekim slučajevima se ograničenje može vezati uz potrebni period žalovanja.
Osim smrću, brak može prestati i razvodom, odnosno poništenjem braka - kada se uzima da brak, najčešće iz nekih formalnopravnih razloga, nije ni postojao. Razvod, međutim, sa sobom povlači određene pravne posljedice; usprkos tome razvod je relativno česta pojava i sve do najnovijeg vremena ga je, čak i u tradicionalnim društvima (s izuzetkom katoličkih), bilo lako postići, pogotovo ako ga je pokretao muž. U zapadnim zemljama je, pak, sve donedavno razvod bio zabranjen u katoličkim zemljama, dok se u protestantskim i sekularnim zemljama mogao postići tek nakon dugog postupka i pod kompliciranim uvjetima; obično su ga mogli priuštiti tek pripadnici više klase. Međutim, posljednjih se desetljeća razvod u zapadnim zemljama pojednostavio, tako da između 30 i 50 % svih brakova završava razvodom.
Najrjeđi oblik prestanka braka je vezan uz instituciju tzv. privremenog braka koga poznaju šijiti, i gdje brak prestaje istekom roka navedenog u za tu svrhu sklopljenom predbračnom ugovoru.

## Pravni aspekti braka
Brak je u većini današnjih zemalja uređen od strane države, ali se može u određenim slučajevima sklopiti ili regulirati od strane određene vjerske zajednice. Brak je ponekad teško karakterizirati jer osim moralnog, ima i pravni sadržaj, odnosno neki ga teoretičari tumače kao posebni oblik građanskopravnog ugovora.
Brak obično započinje sklapanjem braka, obično uz obred zvan vjenčanje. Prestaje smrću jednog od supružnika, odnosno razvodom; u slučaju poništenja smatra se da brak nije ni postojao. Brak u većini država regulira bračno pravo.
Životna zajednica neudane žene i neoženjenog muškarca u pravnom smislu naziva se izvanbračna zajednica. Takva zajednica, u novije vrijeme, u velikoj mjeri proizvodi gotovo sve pravne učinke kakve proizvodi i brak te je u pravnom smislu gotovo izjednačena s brakom.

## Ekonomski aspekti braka
Institucija braka je od samih početaka imala primjetnu ekonomsku komponentu i sigurnosnu komponentu. Primjerice u mnogim zemljama svijeta sve do 20. stoljeća mnoge žene nisu bili puni pravni subjekti i brak je predstavljao ekonomski i a pravni štit od nasrtaja drugih na žene. Isto tako brak je kroz stvaranja potomstva omogućavao pravo nasljedstva - imovinskog i političkog (prelazak plemićkog statusa i sl.) za buduće naraštaje. Dolazak bračnog druga u novu zajednicu s jedne značio nasljeđivanje ili povećanje njenih resursa u obliku radne snage. Rađanje muškog potomstva u takvim pravnim sistemima omogućavalo je zadržavanje ili stjecanje više ekonomske ili političke moći.  S obzirom na to da mnoge države prije 20. stoljeća nisu imale sisteme socijalne skrbi, brak je predstavljao način da se članovima društvene zajednice osigura socijalna i zdravstvena sigurnost, odnosno da nisu na teret svojih roditelja i preostale rodibe ili na teretu cijele zajednice. Brak, sporovi oko braka, uzdržavanje i pravo nasljeđivanja je druge strane uvjetovali su razvoj monogih zakona i tako i društva društva. Dolazak novog bračnog druga je u novoj zajednici mijenjao socijalne i ekonomske odnose, bilo za dodatno uzdržavanje nove osobe i djece, bilo uzdržavanje i zbrinjavanje ili osobe koja kao udovica/udovac nasljeđuje obiteljsku imovinu. Problemi koji su nastajali bili su rješavani u sklopu različitih društava na različite načine. Primjerice da bi se osigurala žena u braku, ili da bi se nadoknadio ekonomski gubitak odlaska žene iz obitelji stvaraju se niz običaja i institucija kao što su kupovanje nevjeste ili miraz, koji su se, u određenim oblicima i u nekim društvima, očuvali do današnjeg dana.
Bračni status često može imati utjecaja i na odnos države prema nekom pojedincu u smislu njegovih financijskih obaveza ili prava. Klasičan primjer predstavlja Rimsko Carstvo u doba cara Augusta koji je nametanjem visokih poreza za nevjenčane osobe nastojao povećati broj brakova, a zajedno s njim i broj djece.

### Novije doba
U modernim državama, pravni poredak brak regulira prvenstvo u pogledu ekonomskih i pravno-ugovornih aspektata. Mnoga zakonodavstva bračne drugove tretiraju kao par pojedince, a ne kao članove šire obitelji, i ta zajednica gleda se kao odvojena cjelina (v. nuklearna obitelj). U mnogim modrenim državama svijeta brak predstavlja temelj za nova stečena imovinska prava, dok prava i obaveze supružnika jedan prema drugome su manje više ne postoji nikakva regulacija i država se ne upliće između supružnika. U mnogim zemljama postoji i zakonski štit, u kojem nije moguće pozvati supružnika kao svjedoka u nekim sudskim raspravama jer sud smatra da supružnici imaju presudni utjecaj na svjedočenje jer su u bliskoj zajednici s drugom osobom.  Sustavi tzv. kontinentalnog prava su stvorili institut tzv. bračne stečevine koji pretpostavlja da imovina koju za vrijeme braka stječu supružnici predstavlja njihovo zajedničko vlasništvo; taj se institut ogleda i u zajedničkim bankovnim računima, kreditnim karticama i sl. Neki pravni sustavi, pak, dozvoljavaju bračnim drugovima da sami odrede što ulazi, a što ne ulazi u bračnu stečevinu, odnosno da zadrže zasebne imovine; u posljednje vrijeme se u tu svrhu koristi institut predbračnog ugovora. U nekim zemljama predbračni ugovori nisu dopušteni zakonom, te sva imovina bilo da je stečena prije braka ili za vrijeme braka tretiraju se na isti način čim se skopi brak ili se tretiraju kao isti ako su u braku neko određeno vrijeme. U slučaju razvoda sud određuje način kako se imovina dijeli, i ako je jedan od supružnika imao veću plaću od drugoga tada taj sud ponekada odluči da bračni drug s većim prihodima mora nakon razvoda plaćati uzdržavanje (alimentaciju) onome s manjim prihodima. Isto tako sud tako dodjeljuje svu maloljetnu djecu na skrb, i određuje koliko za uzdržavanje mora plaćati bračni drug koji ne živi s djecom. Ako je zakon određuje u nekim zemljama u slučaju smrti nekog od supružnika sve pokretno i nepokretno imanje prvo nasljeđuje preživjeli bračni drug, dok u drugim zemljama pravo nasljedstva određen je posebnim zakonima i posebnim sudom. U nekim zemljama svijeta sva ova navedena prava dostupna su osobama koje žive u izvanbračnoj zajednici (kohabitacija ili tzv. de facto brak).

### Sklapanje braka iz čisto ekonomskih interesa
Ekonomski aspekt braka se također može iskazati i kroz fenomen hipergamije, odnosno traženja bračnog druga koji posjeduje više materijalnih resursa, a koji je sve donedavno bio karakterističan prvenstveno za žene. U nekim slučajevima su ekonomski obziri primarni, a ponekad i jedini motiv za sklapanje braka, bilo da je riječ o poreznim povlasticama ili sticanju prava za boravak u nekoj zemlji (pri čemu je posebno poznat primjer tzv. naručenih nevjesta). Ako su interesni motivi prisutni kod oba partnera, govori o braku iz koristi i fiktivnom braku.

## Kritika braka
Brak se u većini kultura, kao i kroz cijelu povijest, smatrao jednim od temelja obitelji, odnosno društva u cjelini, tako da brak kao institucija gotovo nikada nije dolazio u pitanje. Međutim, u pojedinim je slučajevima bilo teoretičara koji su brak kritizirali s različitih stajališta. Najstariji primjer predstavlja Platonova Država u kojem se smatralo da je brak previše "intimna" zajednica, odnosno da potiče "opasni" individualizam. Neki od filozofa su, pak, brak smatrali preprekom intelektualnom razvoju pojedinca, odnosno vezivanjem za "zemaljsku" sferu u kojoj se ne bi mogla postići dostignuća koja omogućuje jedino celibat.
Radikalna kritika braka, odnosno zalaganje da se on u potpunosti ukine kao društvena institucija, su postala karakteristična za drugu polovicu 20. stoljeća, pogotovo kada je feminističkim pokretom počela dominirati radikalna struja. Prema njima brak predstavlja glavno oruđe za ugnjetavanje žena, odnosno da se kroz institut "supruge" i uz njih vezanih rodnih stereotipova žene stavljaju u trajno podređen položaj. U tome je možda najrječitija bila Andrea Dworkin ustvrdivši da se "brak kao institucija razvio od prakse silovanja".

## Religijski pogledi na brak
Vodeće svjetske religije imaju određene poglede na brak, koje čine dio njihovih doktrina, a koje se u praksi održavaju kroz vjerske obrede vjenčanja.

### Abrahamske religije
Judaizam je kao najstarija od svih abrahamskih religija ustanovila stav prema kome brak predstavlja ugovornu vezu između muškarca i žene u kojoj sudjeluje Bog, odnosno da brak predstavlja način na koji se vrši Božja zapovijed o rađanju djece. Kabalistički učenjaci unutar judaizma su, pak, razvili doktrinu prema kojoj muškarac i žena u braku stvaraju jedinstvenu dušu, odnosno da muškarac nije "dovršen" dok se ne oženi.
Na istim temeljima se razvio i kršćanski pogled na brak, pri čemu se na njega, ovisno o denominaciji, gledalo kao na ugovor, svetu instituciju - sakrament.  Na temelju istih stavova je Katolička crkva razvila i doktrinu o nerazrješivosti braka i otklonila bilo kakvu mogućnost razvoda (iako se u praksi ponekad koristi institut poništenja braka iz formalnih razloga). Ostale su kršćanske denominacije, pak, dozvolile razvod, iako ga ne ohrabruju. Protestantske crkve su, pak, shvaćanje braka kao sakramenta počele mijenjati shvaćanjem braka kao institucije koja se može smatrati i svjetovnom. Mormonska crkva u 19. stoljeću je, pak, razvila koncept nebeskog braka u kome bračni drugovi ostaju vjenčani i nakon smrti.
Islam se, pak, ističe svojim inzistiranjem na braku kao društveno korisnoj instituciji koja sprečava blud te ohrabruje sve muslimane da stupaju u brak. Za islam je karakteristično da dozvoljava poligamiju, odnosno brak muškarca s više žena, iako je muslimanu dozvoljeno imati najviše četiri žene istovremeno. Islam je kroz stoljeća stvorio složeno bračno pravo, odnosno institucije kao što su talaq (islamski razvod), detaljne bračne ugovore i mahr (imovina koja u slučaju razvoda mora pripasti supruzi).

### Ostale religije
Od ne-abrahamskih religija brakom se najdetaljnije bavi hinduizam u okviru čijih se doktrina razvilo čak osam različitih vrsta braka. Hinduistički nauk inzistira na tome da bračni drugovi moraju ostati zajedno do kraja života, kao i da je svrha braka dharma (dužnost), artha (posjed), kama (tjelesni užitak) i moksa (duhovni užitak). Hinduistička praksa u Indiji, temeljena na kastinskom sustavu, temelji se na endogamnom i dogovorenom braku, pri čemu se koriste astrološke karte i bračni posrednici. Neka od tumačenja hinduističkih doktrina o braku su zaslužna za sati, ili običaj (samo)spaljivanja udovica, koji se, pak, nastoji iskorijeniti od početka 19. stoljeća.
Za budizam je, pak, karakteristično da je u doktrinarnom smislu gotovo potpuno ravnodušan prema braku, odnosno smatra ga isključivo svjetovnom stvari. Gautama Buddha nikada nije eksplicitno osudio brak kao instituciju, ali je naveo poteškoće koje u njemu mogu nastati. Budistički spis Sigalovada Sutta, pak, nalaže poštovanje bračnog druga.

## Vanjske poveznice
- The National Marriage Project at Rutgers University
- Hitched | entertains, educates and inspires married couples
- http://ilga.org
- Social Determinants of Attitudes Towards Women's Premarital Sexuality Among Female Turkish University Students
- Catholic Encyclopedia "History of Marriage"